# Акилова, Вилоят Исахаровна
Вилоят Исахаровна Акилова (известная также как Виктория Акилова) (12 октября 1937 года, Ташкент — 2 февраля 2022 года, там же) — советская и узбекская артистка, танцовщица, балетмейстер, хореограф. Народная артистка Узбекской ССР (1989).

## Биография
Родилась в Ташкенте 12 октября 1937 года.
Уже в детстве, на примере родителей, увлеклась народными танцами.
В 1958 году окончила Ташкентское хореографическое училище.
С 1958 года служила в Государственной филармонии Узбекской ССР — солисткой балета в ансамбле «Катта ашула ва ракс» (с 1969 года — ансамбль «Шодлик»).
Окончила (заочно) факультет русского языка и литературы Ташкентского педагогического института (по другим сведениям, филологический факультет Ташкентского университета).
В 1977 году прошла переподготовку на высших балетмейстерских курсы в Москве на базе Государственном академическом ансамбле народного танца имени И. Моисеева. Поставила с этим ансамблем танец «Беш карсак».
В 1987—1988 годах была в творческой командировке в Афганистане, служила в Кабульском театре, где создала ансамбли «Наргис» и «Шукуфа».
В 1989 году основала «Зарафшан» — ансамбль бухарского танца при государственной филармонии Узбекской ССР. Руководила им до 1994 года. После ухода Вилоят ансамбль распался.
Уже после обретения Узбекистаном независимости получила предложение преподавать танец в США. В 2004 году в Лос-Анджелесе Вилоят совместно со своими учениками представила концертную программу «Великий шелковый путь», причём и сама танцевала на сцене.
В 2002-м году основала ансамбль «Шалом, Ташкент». Продолжала руководить этим ансамблем и танцевать с ним ещё и в октябре 2021 года.
С момента основания Интернационального центра была его главным балетмейстером.
По состоянию на 2014 год была членом правления Республиканского национального еврейского культурного центра.
2 февраля 2022 года умерла в Ташкенте.

## Семья
Является частью знаменитой династии Акиловых — танцоров узбекского танца.
- Отец (1914—1988) — Исахар Акилов — известный балетмейстер, один из основателей Бухарско-еврейского музыкально-драматического театра, мастер танцевального искусства, заслуженный артист Узбекской ССР (1959), народный артист Узбекской ССР (1970)[1][3][5]. Стоял у истоков современной хореографии классического узбекского танца. Бухарский еврей родом из Самарканда[2][5][7].
  - Бабушка по отцу — Давора-ханум — танцовщица женской половины дворца бухарского эмира[8].
- Мать — Маргарита Акилова (1919—2015) — танцовщица, заслуженная артистка Узбекской ССР (1959), народная артистка Узбекской ССР (1970), бухарская еврейка родом из Самарканда. Вышла замуж за Исахара и переехала вместе с мужем в Ташкент в 1935 году[2][4][5][8][9].
- Сестра — Зулейха — балетмейстер, заслуженная артистка Узбекистана, солистка Москонцерта, умерла в Израиле в 1998 году[2][5].
- Сестра — Гавхар (Галя) — специалист по хоровому дирижированию, участница танцевального ансамбля «Братья Акиловы» имени Исахара Акилова[2][5].
- Сестра — Лола — танцовщица, заслуженная артистка Узбекистана, создатель и участница танцевального ансамбля «Братья Акиловы» имени Исахара Акилова (ансамбль — лауреат Золотого кубка — высшей награды международного фольклорного фестиваля в Сицилии)[2][5].
  - Муж сестры Лолы — Малкиэл Акилов (до брака — Алишаев) — известный в Узбекистане и Израиле дойрист, участник танцевального ансамбля «Братья Акиловы» имени Исахара Акилова[5].
- Брат — Артур — композитор, живёт в Москве[8].
- Внучка — Лена — танцовщица, ведущая солистка ансамбля «Шалом, Ташкент!», победитель фестиваля культурных центров «Узбекистан — наш общий дом», лауреат конкурса «Израиль в музыке и танце»[10].

## Творческая деятельность
Выступала по всему Советскому Союзу, запомнившись зрителям исполнением народных танцев («Занг», «Ларзон», «Шодлик», «Хоразм лазгиси», «Памирский танец», «Дилрабо» и многих других).
«На её танцах выросло не одно поколение известных на всю Центральную Азию танцовщиц».
В качестве балетмейстера была искусным мастером, создателем уникальной школы, поставила танцевальные номера «Мавриги», «Тановор», «Бухоро», «Самандарий», «Чорзарб» и многие другие.
В числе её учеников были народные артистки Узбекистана Султанова Рушана, Мансурходжаева Саида, заслуженные артистки Узбекистана Ихтиерова Хумора, Алимова Наргиза, Абдулхайирова Роза, Салихова Феруза, заслуженная артистка Каракалпакстана Набаева Эльмира.
В 1998 году была членом жюри прошедшего в начале марта в Ташкенте финала областного конкурса «Самая образцовая невестка»
В 2016 году принимала участие в прошедшем 15-17 июля в Хиве международном танцевальном фестивале «Рақс сеҳри» («Волшебство танца»).
В 2019 году была членом жюри прошедшего 27 сентября в Ташкенте отборочного тура Республиканского конкурса национального танца имени Мукаррам Тургунбаевой.

## Театральные постановки
- 2007 — «Мавриги» — Республиканский театр юного зрителя Узбекистана — хореограф, танцовщица[14][15].

## Фильмография
- 2021 — «Легенды узбекского танца» (музыкально-документальный фильм) — гость[16].

## Награды, звания, премии
- 19?? — Заслуженная артистка Узбекской ССР[17].
- 19?? — лауреат Всесоюзного фестиваля молодёжи и студентов[17].
- 19?? — лауреат Всемирного фестиваля молодёжи и студентов[17].
- 1989 — Народная артистка Узбекской ССР[1].
- 1998 — орден «Эл-юрт хурмати»[3][5].